# Амапанский карипуна
Амапанский карипуна (Karipuna, Karipúna do Amapá, Karipúna do Uaçá) — мёртвый индейский язык, принадлежащий к группе тупи-гуарани языковой семьи тупи, на котором раньше говорили около границы с Французской Гвианой, в штате Амапа в Бразилии. В настоящее время население перешло на креольский французский карипуна (контактный язык на французской основе) и говорит на нём.
Амапанский карипуна не следует путать с живым языком карипуна, на котором говорят в штате Рондония в Бразилии.